# Dette publique de la Belgique
 (mars 2025).

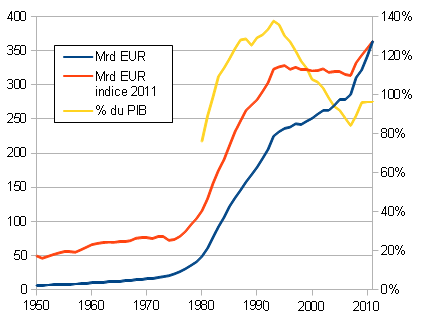
Dette publique de la Belgique, en % du PIB, et en milliards d'euros courants et constants (base 2011), 1950-2011.

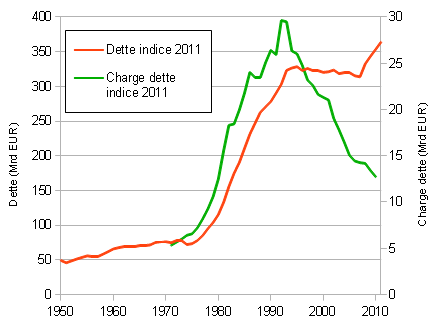
Charge de la dette et dette publique de la Belgique, en milliards d'euros constants (base 2011), 1950-2011.

La dette publique de la Belgique ou dette publique belge représente l'ensemble des engagements financiers, sous forme d'emprunts pris par le gouvernement fédéral belge ainsi que les entités fédérées (régions et communautés de Belgique, provinces et communes) et la sécurité sociale.
La dette publique, « au sens de Maastricht », s'élevait fin juin 2012 à 372 milliards d'euros, soit 95 % du PIB des quatre derniers trimestres.
La charge de la dette s'est élevée en 2010 à 12,307 milliards d'euros. Soit 1 135 € par habitant ou 2 765 € par travailleur.

## Évolution récente
Le tableau suivant fournit les données sur la dette au 31 décembre de chaque année, au sens de Maastricht (règlement n° 3605 de la Commission Européenne), en milliards d’euros courants et constants (base 2011) et en pourcentage du produit intérieur brut.
| Année | % du PIB | Milliards d'euros | Milliards d'euros |
| Année | % du PIB | Courants          | Base 2013         |
| ----- | -------- | ----------------- | ----------------- |
| 1980  | 76,1 %   |                   |                   |
| 1981  | 88,9 %   |                   |                   |
| 1982  | 98,8 %   |                   |                   |
| 1983  | 109,4 %  |                   |                   |
| 1984  | 113,6 %  |                   |                   |
| 1985  | 118,4 %  |                   |                   |
| 1986  | 123,6 %  |                   |                   |
| 1987  | 128,1 %  |                   |                   |
| 1988  | 128,6 %  |                   |                   |
| 1989  | 125,3 %  |                   |                   |
| 1990  | 129,2 %  |                   |                   |
| 1991  | 130,7 %  |                   |                   |
| 1992  | 133,5 %  |                   |                   |
| 1993  | 137,8 %  |                   |                   |
| 1994  | 135,9 %  |                   |                   |
| 1995  | 130,5 %  | 276,25            | 396,56            |
| 1996  | 128,0 %  | 276,35            | 388,69            |
| 1997  | 123,2 %  | 278,41            | 385,30            |
| 1998  | 118,2 %  | 277,16            | 380,00            |
| 1999  | 114,4 %  | 279,44            | 378,88            |
| 2000  | 108,8 %  | 280,87            | 371,36            |
| 2001  | 107,6 %  | 285,97            | 368,99            |
| 2002  | 104,7 %  | 288,03            | 365,64            |
| 2003  | 101,1 %  | 285,79            | 357,11            |
| 2004  | 96,5 %   | 288,33            | 352,88            |
| 2005  | 94,7 %   | 294,91            | 351,16            |
| 2006  | 91,1 %   | 297,43            | 347,95            |
| 2007  | 87,0 %   | 300,00            | 344,67            |
| 2008  | 92,5 %   | 327,62            | 360,22            |
| 2009  | 99,5 %   | 347,17            | 381,93            |
| 2010  | 99,7 %   | 364,08            | 391,99            |
| 2011  | 102,6 %  | 388,94            | 404,43            |
| 2012  | 104,3 %  | 404,29            | 408,79            |
| 2013  | 105,5 %  | 413,73            | 413,73            |
| 2014  | 107,6 %  | 430,37            | 428,91            |
| 2015  | 106,6 %  | 437,54            | 433,64            |
| 2016  | 106,6 %  | 450,39            | 437,74            |
| 2017  | 103,8 %  | 453,99            | 432,04            |
| 2018  | 99,8 %   |                   |                   |
| 2019  | 97,6 %   |                   |                   |
| 2020  | 112,0 %  |                   |                   |
| 2021  | 109,1 %  |                   |                   |
| 2022  | 105,1 %  |                   |                   |

### Observations
Le taux d'endettement maximum, exprimé en % du PIB, a été atteint en 1993. Le montant de la dette, en devises constantes, a quant à lui continué d'augmenter jusqu'en 1995. Puis tous deux ont diminué jusqu'en 2007. La crise de 2007 a entraîné une augmentation du taux d'endettement de 12 points de 2008 à 2010. Celui-ci diminue ensuite à partir de 2015.

## Taux d'intérêt

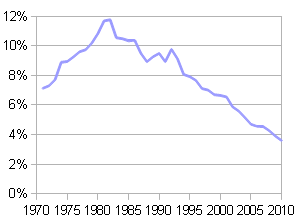
Taux d'intérêt annuel moyen de la dette belge.

Après avoir culminé à près de 12 % en 1982, le taux d'intérêt moyen annuel de la dette belge n'a cessé de diminuer, pour atteindre 3,6 % en 2011.
Fin 2011, les mauvaises conjonctures belge et européenne, mises en exergue par l'abaissement des notes de la dette belge par les principales agences de notation financière anglo-saxonnes, entrainent une hausse des taux d'intérêt belges sur le marché des obligations secondaires. Ceux-ci atteindront plus de 4,5 % pour le taux à 2 ans. Une importante levée de fonds auprès de la population via une émission de bons d'État, à un taux plus élevé d'un point que d'habitude, permet de récolter fin 2011, lors de l'émission trimestrielle, plus de 5,7 milliards d'euros, soit plus de 70 fois le montant habituel de 70 à 80 millions d'euros. Cela a pour effet de diminuer l'offre et de rassurer le marché, menant ainsi à une diminution des taux pour atteindre moins de 3,2 % sur le même taux à 2 ans.

## Créanciers
Avant 1992, c'était les banques belges qui détenaient la majorité (plus de 80 %) de la dette belge. Depuis, la dette est partie aux mains d'inconnus principalement en zone Euro  : un peu moins de 60% d'obligations linéaires et un peu moins de 90% des certificats, fin 2019. Par ailleurs, la BCE en détient 15%. 